# 保拉音乐奖
保拉音乐奖（英語：Polar Music Prize，又称极地音乐奖）是從1989年，由瑞典著名流行音樂團體组合ABBA的經纪人斯蒂格·安德森（Stig Anderson）創辦。瑞典皇家音乐学院负责颁奖。颁奖会每年5月在斯德哥尔摩举行，由瑞典国王卡尔十六世发奖，奖金为一百万瑞典克朗。

## 获得者
- 2019年：安娜-苏菲·穆特 和 Playing for Change（英语：Playing for Change）
- 2018年：阿富汗国家音乐学院（英语：Afghanistan National Institute of Music），艾哈迈德·纳赛尔·萨马斯特（英语：Ahmad Naser Sarmast） 和 金属乐队
- 2017年：斯汀 和 韦恩·肖特
- 2016年：马克斯·马丁 和 切奇莉亚·巴托莉
- 2015年：爱美萝·哈里斯 和 依芙琳·葛兰妮
- 2014年：查克·贝里 和 彼得·塞拉斯（英语：Peter Sellars）
- 2013年：尤蘇·恩多爾 和 凯娅·萨里阿霍
- 2012年：保罗·西蒙 和 馬友友
- 2006年：齐柏林飞船 (乐团) 和 瓦列里·格吉耶夫
- 2005年：吉貝托·吉爾（英语：Gilberto Gil） 和 迪特里希·菲舍尔-迪斯考
- 2004年：B.B.金 和 利盖蒂·捷尔吉
- 2003年：凯斯·杰瑞
- 2002年：索菲娅·阿斯戈托芙娜·古拜杜丽娜 和 米丽娅姆·马凯巴
- 2001年：伯特·巴卡拉克, 罗伯特·穆格 和 卡尔海因茨·施托克豪森
- 2000年：鲍勃·迪伦 和 艾萨克·斯特恩
- 1999年：史提夫·汪达 和 伊阿尼斯·泽纳基斯
- 1998年：雷·查尔斯 和 拉维·香卡
- 1997年：埃里克·埃里克森（英语：Eric Ericson） 和 布鲁斯·斯普林斯汀
- 1996年：皮埃尔·布列兹 和 琼尼·米歇尔
- 1995年：艾尔顿·约翰爵士 和 罗斯特洛波维奇
- 1994年：尼古劳斯·哈农库特 和 昆西·琼斯
- 1993年：迪齐·吉莱斯皮 和 维托尔德·卢托斯瓦夫斯基
- 1992年：保罗·麦卡特尼爵士 和 波罗的海国家（爱沙尼亚，拉脫維亞 和 立陶宛）